# Carl Olof Jonsson
Carl Olof Jonsson (nascut el 8 de desembre de 1937 al poble de Borgvattnet, província de Jämtland, al centre de Suècia) és un escriptor suec famós pel seu llibre "The Gentile Times Reconsidered" (Els Temps dels gentils reconsiderats).

## Biografia
El 1977 un testimoni de Jehovà de Suècia anomenat Carl Olof Jonsson, envià a les oficines principals de la congregació, a Brooklyn, una quantitat enorme de material investigat per ell, sobre la data de la destrucció de Jerusalem. Jonsson era un ancià de la congregació i havia estat actiu amb els Testimonis de Jehovà per uns vint anys. L'any 1982 fou expulsat per "apostasia", i un any després publicà el seu treball per primera vegada. L'any 1986 llançà una segona edició molt més completa contra la cronologia de la Watch Tower i la seva data del 607 aC, cronologia necessària per donar suport a la doctrina de la parusia o presència de Jesucrist del 1914. El llibre escrit per Jonsson tingué una gran repercussió en els països escandinaus i de parla anglesa.

## Articles de Carl Olof Jonsson sobre elsTestimonis de Jehovà
- Is Today's Increasing of Lawlessness Unprecedented? Capitul 6 - The Sign of the Last Days - When? - per Carl Olof Jonsson i Wolfgang Herbst
- The League of Nations and the United Nations in Prophetic Speculation - per Carl Olof Jonsson (The Bible Examiner, Abril 1982)
- Who are the true Christians? - per Carl Olof Jonsson

## Articles sobrecronologia
- THE 20TH YEAR OF ARTAXERXES AND THE "SEVENTY WEEKS" OF DANIEL - per Carl Olof Jonsson
- The so-called "Bible chronology" of the Watch Tower Society - per Carl Olof Jonsson
- The biblical flood: Chronology and Extension - per Carl Olof Jonsson
- Rolf Furuli's "response to Carl Olof Jonsson" disproved - pe rCarl Olof Jonsson
- Professor Robert R. Newton, "Ptolemy's Canon," and "The Crime of Claudius Ptolemy" - per Carl Olof Jonsson